# Nathacha Appanah
Nathacha Appanah (Mahérbourg, Islas Mauricio, 24 de mayo de 1973) es una periodista y escritora mauriciana.

## Biografía
Natacha Appanah nació el 24 de mayo de 1973, en Mahérbourg, Islas Mauricio. Es descendiente de una familia de trabajadores indios, los Pathareddy-Appanahs. Vivió sus primeros años en su tierra natal, en donde también hizo sus primeros intentos literarios. 
En 1998 decidió instalarse en Francia, primero en Grenoble y después en Lyon. Fue en esta última ciudad en donde terminó sus estudios de edición y periodismo. Entre 2008 y 2010 vivió en isla de Mayotte, lo que la motivó para escribir Trópico de la Violencia (2020).  Vive en París y trabaja para una ONG.
Appanah es autora de novelas. Su primera novela, Les Rochers de Poudre d'Or (Gallimard 2003), fue galardonada con el premio libro RFO 2003 y el premio Rosine Perrier 2004.

## Obras
- Les Rochers de Poudre d’Or. París: Gallimard, 2003.
- Blue Bay Palace. París: Gallimard, 2004.
- La Noce d’Anna. París: Gallimard, 2005.
- Le dernier frère. París: Éditions de l’Olivier, 2007.
- En attendant demain. París: Gallimard, 2015.
- Tropique de la violence. París: Gallimard, 2016.
- Le ciel par-dessus le toit. París: Gallimard, 2019.
- Rien ne t’appartient. París: Gallimard, 2021.
- Petit éloge des fantômes. París: Gallimard (folio), 2016.
- Une année lumière, chroniques. París: Gallimard, 2018.

## Premios y reconocimientos
Entre los premios que ha recibido están:
- 2003     Premio del Libro RFO, por Les Rochers de Poudre d’Or.
- 2004     Premio Rosine Perrier, por Les Rochers de Poudre d’Or.
- 2004     Gran Premio literario del Océano Índico y Pacífico, por Blue Bay Palace.
- 2007     Premio de novela Fnac, por Le dernier frère.
- 2008     Premio de Lectores de L’Express, por Le dernier frère.
- 2008     Premio Cultura y Bibliotecas Para Todos, por Le dernier frère.
- 2015     Premio Mil y una hojas, por En attendant demain.
- 2017     Premio Anna de Noailles de la Academia Francesa, por Tropique de la violence.
- 2017     Caballero de la Orden de las Artes y las Letras (Francia).
- 2017     Grand Prix du Roman Métis, por Tropique de la violence.
- 2021     Premio de los Libreros de Nancy – Le Point, por Rien ne t’appartient.
- 2022     Premio de la Lengua Francesa.[2]